# Ginogènesi
La ginogènesi és una forma de reproducció asexual relacionada amb la obtenció de línies isogèniques en plantes i excepcionalment en animals (n'és un exemple la Poecilia formosa)
Consisteix en el desenvolupament natural o artificial d'un òvul normal activat mitjançant la penetració d'un espermatozoide que no arriba a fusionar el nucli amb els de l'òvul.
D'aquesta manera l'espermatozoide no aporta material genètic a la descendència, obtenint així una descendència materna.
És tracta d'un tipus de reproducció asexual en que l'espermatozoide actua com a estímul per al desenvolupament de l'òvul, que per tant tindrà lloc únicament sota la influència dels cromosomes materns.
En el cas de les plantes, aquest fenomen pot ser induït experimentalment usant pol·len irradiat amb raigs X o refredant l'ou immediatament després de la fecundació.
El procés contrari és el que es coneix com a androgènesi, inducció de haploides paterns.

## Procés[calcitació]
La ginogènesi en plantes s'ha desenvolupat in vitro i es pot dur a terme a partir de diversos explants com l'ovari, l'òvul o un cultiu de gemmes florals no pol·linitzades.
A partir d'aquests explants és poden formar haploides per organogènesi indirecta o per embriogenèsi directa.
Aquest fenomen depèn de molts factors, com per exemple:
- Genotip de la planta: hi ha genotips més efectius que altres.
- Estat fisiològic de la planta: han de ser sanes i no haver patit massa estrès, si n'haguessin patit caldria esperar a que es recuperessin.
- Temps de recol·lecció del material
- Tipus d'explant: depenent de l'espècie serà mes efectiva treballar amb un explant o amb un altre.
- Orientació del explant en el cultiu.
- Estat de desenvolupament del sac embrional, depenent de l'espècie amb la qual es treballi serà millor un estat de maduresa o un altre.
- Pre-tractament, ja que se'ls sotmet a molt estrès.
- Condicions del cultiu: composició del medi, temperatura i il·luminació.

Tenint tot això en compte cal seguir una sèrie de passos:
1. La primera etapa és la del desenvolupament del sac embrionari, en la qual s'aconseguirà un estadi diferent de maduració en funció de l'espècie. En el cas del blat, blat de moro, gira-sol i ordi cal que no estigui del tot madur mentre que en el tabac ha d'estar completament madur.
2. Després es realitza el cultiu del sac embrionari en un medi amb sacarosa com a font de C al 2-3%, excepte en el medi per cultivar blat de moro que es posa amb un 12% de concentració. Les condicions d'aquest cultiu depenen de l'etapa del cultiu en què ens trobem. Primer de tot és diferencia una etapa d'inducció a la qual hi haurà una baixa concentració d'hormones (auxines majoritàriament) i en foscor. Després d'aquesta etapa passem a l'etapa de regeneració, a la qual hi ha una elevada concentració hormonal (auxines) i es cultiva en presencia de llum, La funció de les auxines és la de reemplaçar l'estímul de pol·linització que duen a terme els factors de creixement (GR).
3. Després d'això és transfereixen als ovaris en un medi amb agar.
4. Més tard hi ha un pretractament inductiu de la ginogènesi en què la temperatura està entre els 30-40 °C (elevada temperatura) i en foscor o dèficit nutricional. Aquestes condicions de pretractament suposen un estrès per a la planta.
5. Paral·lelament es sotmet l'esperma a radiació ultraviolada per eliminar la seva càrrega genètica (eliminació selectiva de cromosomes) i un cop ha estat tractat s'indueix la fecundació artificial de l'òvul.
6. Un cop l'esperma (en el cas de les plantes és el pol·len) fecunda l 'òvul (n) se li aplica un xoc tèrmic (-1 °C) per retenir el segon corpuscle polar i restaurar la diploïdia de la planta (2n). D'aquesta manera obtenim individus diploides amb la càrrega genètica procedent nomes de la mare.

En general el nom d'haploides obtinguts pot arribar a un 70% de la descendència total.

## Avantatges[calcitació]
Redueix el temps d'obtenció de línies isogèniques en plantes i permet també la generació de noves varietats de plantes. A més redueix la generació de plantes albines, problema comú en la concurrència d'altres espècies.
Un altre avantatge és que la capacitat de generar plantes haploides és un gran benefici en el camp de la genètica per al “plant breeding”, l'estudi de la fisiologia de la mateixa i en estudis embriològics.
També és útil en estudis de recombinació genètica de plantes superiors i en l'estudi i selecció de mutants.

## Desavantatges[calcitació]
Només te èxit en un nombre limitat d'espècies.
La freqüència de resposta dels òvuls és força baixa, entre l '1-5%.

## Aplicació[calcitació]
La ginogènesi és molt important en la fabricació del cotó.
Constitueix una alternativa a espècies en els quals el cultiu in vitro del pol·len o anteres és molt poc eficient.
La ginogènesi és menys important que la androgènesi però ha estat estudiada sobretot en Liliaceae, Cucurbitaceae i Chenopodiaceae.
Moltes vegades aquestes plantes diplohaploides s'utilitzen per generar híbrids, ja que en creuar dos parentals diplohaploides la F1 Rep un vigor híbrid molt gran que augmentarà de manera significativa la productivitat.
Sobretot s'aplica en cereals i hortalisses
També se utilitza amb uns quants vertebrats com el Rèmol.